# スターオーシャン
『スターオーシャン』（STAR OCEAN）は、1996年7月19日にエニックス（現スクウェア・エニックス）が発売したスーパーファミコン用ゲームソフト。

## 概要
本作は『スターオーシャンシリーズ』の第1作であり、エニックスから発売されたスーパーファミコン用ソフトとしては最後のオリジナル作品となった。
略称ではシリーズ全体として「SO」、後に出た同シリーズの作品と区別するために「SO1」と表記することがある。
オーソドックスな中世ファンタジーにスペースオペラ的なSFを融合させた特徴的な世界観を持つ。しかし当時はSF一辺倒のストーリーは受け手には馴染みにくい風潮があり、間口を広めるべくファンタジー要素を強めているため、SFは薄くファンタジーの色濃い作風となっている。
スーパーファミコン用ソフトとしては最大級の容量である48メガビットROMを採用し、キャラをフィールド内で自由に動かせる戦闘システムやSFをテーマとしたストーリーが話題を集めた。サウンドにおいてもクオリティが高く、サンプリング音を利用することでハードの制約である同時発音数である8音を上回ることに成功している他、サンプリングボイスの同時発音にも成功している。技術的に優れた要素を見せる反面、「洞窟の中の開かずの扉」、「入れない場所」、「本作で登場していないアイテム」、「使用されていないサウンド」、「押しても意味の無いスイッチ」など、本来使用を前提としたであろう痕跡がゲーム中にいくつか残されており、容量不足と開発期間の短さによる制約は否めない。また、デバッグ不足からテキストデータの誤字や脱字、ゲームがフリーズし続行不可能になる致命的バグも多数見受けられた。
開発はトライエースが行っており、同社初の開発ゲームでもある。本作にはナムコの『テイルズ オブ ファンタジア』を手掛けたスタッフが参加しており、ゲーム・デザインは則本真樹、シナリオおよびプログラムは五反田義治、音楽は桜庭統が担当した。
キャラクターデザインは漫画家のMEIMUが担当。『月刊少年ガンガン』では1998年に『スターオーシャン そして時の彼方へ』の名前でかぢばあたるによって漫画版が連載された。この漫画では過去の世界のキャラが誰一人として仲間に加わらず、終始現代世界のキャラ4人で行動する（過去に行く時に離れ離れにならない）などのゲームとは若干異なっている点もある。
2007年12月27日には本作のリメイク作品であるPlayStation Portable用ソフト『スターオーシャン1 First Departure』が発売された。2019年5月には同リメイク作品に様々な要素を追加したHD移植版『STAR OCEAN First Departure R』がPlayStation 4 / Nintendo Switch用ソフトとして発表され、2019年12月5日にダウンロード専用で発売された。

## システム

### 戦闘
リアルタイムで行なわれる戦闘は本作の特徴の一つとなっている。敵味方が同一の戦闘フィールドに配置されており、自由に移動しながら攻撃や呪紋の詠唱などの行動をとることになる。ただし、自由に移動できるといっても後続のシリーズ作品とは異なり、ボタン1つで簡単に移動できるわけではない。
エンカウント方式はランダムエンカウントを採用している。戦闘の参加メンバーはラティを含めて4人まで。基本的にプレイヤーはラティを操作し、他の仲間は事前に設定した「作戦」に基づいたオート行動をとる。戦闘中操作キャラを変更することは可能だが、その際にラティは待機状態となる。ラティ以外の仲間は戦闘に参加していない控えのメンバーと交代が可能である。
攻撃はAボタンを押したあとターゲットを選択し、その決定にAボタンを押せば通常攻撃、戦士の場合LまたはRボタンを押せば事前にセットした必殺技で攻撃する。必殺技はLボタン、Rボタンそれぞれにショートレンジとロングレンジに1つずつの計4つセットすることができる。レンジは操作キャラと敵との距離によって変化し、押したボタンのレンジにセットされている必殺技が実行される。戦闘スキル「リンクコンボ」を習得していればスキルレベルに応じて必殺技を繋げることができ、戦闘中ボタン1つで最大4つまでの必殺技を連続して使用することができる。リンクコンボは複数のキャラクターを操作しようとする際には必須のスキルといえる。
攻撃を伴わない移動はYボタンで移動先のカーソルを出し、任意の地点を決定することで行なう。このように手間がかかり、方向ではなく地点への移動のため相手の攻撃を緊急に回避するために移動を利用するということは難しい。

### スキル
キャラクターのレベル以外の育成システムに「スキル」システムを採用している。町にあるスキルショップでスキルの情報を購入し、「スキルポイント（SP）」を振り分けることで「スキルレベル（SLV）」を上げることになる。スキルは大きく「通常スキル」、「戦闘スキル」、「流派スキル」、「奥義スキル」の4つに分かれる。スキルショップでは通常スキルと戦闘スキルの情報を購入でき、一度スキルの情報を買うとその後加わるキャラクターを含めてパーティ全員がそのスキルを習得する
『SO2』と異なり、最初から各キャラクターが特定のスキルを習得しているということはなく、スキルショップで購入しない限りSPは流派スキルにしか割り振ることはできない。スキルは何種類かまとめたスキルセットの形で売られていて、スキルショップ毎に3つのスキルセットを扱っている。通常スキルはスキルショップでは「知識」、「感覚」、「技術」の3つの系統に分かれ、「戦闘」とあわせて4系統のスキルがさらに3段階に分かれて「知識1」、「戦闘3」のような形で売られている。
スキルのうち最も種類が多いのが「通常スキル」で「包丁」や「生物学」など全部で28種類ある。いくつかのスキルにはSLVを上げることでステータス上昇が設定されているものがある。また1つから3つ程度のスキルのレベルを上げることで「特技」を習得し、さらにその特技レベルを上げることができる。例えば「包丁」「レシピ」「目利き」を習得すると「料理」を覚え、「危険感知」のスキルを習得すると「スカウト」が使用可能になる。
戦闘スキルは一定確率で攻撃を必ず命中させる「フェイント」や同じく一定確率で敵の防御力を無視してダメージを与える「衝撃波」、必殺技を繋げることのできる「リンクコンボ」など、いずれも戦闘時に特殊な効果を発動するものとなっている。戦士系のキャラクターのみが習得できる7種類と術師系のキャラクターのみが習得できる「早口」の全部で8種類がある。『SO2』のようなON/OFFの機能はなく、覚えたスキルは自動的に発動する。
流派スキルはスキルショップで購入するものではなく、ドーンを除く戦士系のキャラクター全員がはじめから1種類ずつ習得している。これは戦闘における各キャラクターの戦い方、「流派」を表しており、SLVを上昇させることで必殺技の使用MPを減少させることができる。また、SLVが高ければ後述する奥義を閃く確率も上昇する。
奥義スキルは他のスキルと異なりSPを振り分けてSLVを上げるという必要はない。種類は全部で7種類あり、戦士系のキャラクターはそれぞれ習得可能な奥義スキルが決まっており、アイテムやイベントなどで習得することになる。術師系のキャラクターは習得できない。奥義スキルを習得した状態で戦闘中特定の必殺技を使用すると、一定の確率で強力な超必殺技（奥義）を閃くことがある。この確率は流派スキルのSLVに比例する。SLVを上げる際に用いるSPはレベルアップの際に増加する。この他、一部のイベントやタレントの開花の際にも増加、最終的には余るケースのほうが多くなる。

### 特技
特定のスキルを習得することで「特技」を覚えることができる。特技のなかにはアイテムクリエーション（IC）と呼ばれる別のアイテムを生みだす特技があり、これはシリーズを通してゲームの魅力となっている。本作での特技は全体で15種類、そのうちICは12種類ある。
特技にはそれぞれ特技レベルが設定されており、特技を覚えるために必要なスキルの平均レベルがその特技のレベルとなる。基本的には特技レベルが高くなるほど特技の成功率やより大きな結果が望めるようになる。
特技の成功率については特技レベル以外にも「タレント」が大きく影響する。タレントはそのキャラクターの持つ才能のことで、パーティ加入時に所持するタレントが決定される。「執筆」に対して「文才」のように特技に対応するタレントを所持していればその特技の成功率は高くなり、逆に所持していなければ成功率はかなり低くなる。最初から所持していないタレントでも対応する特技を繰り返し行なえばそのタレントが開花することがある。各キャラクター毎に最初から所持する可能性のあるタレント、開花する可能性のあるタレントが決まっており、可能性を持たないタレントは何度繰り返しても開花することはない。

### サウンドプレイヤー
ゲーム中の音響の調節を行うことができたり、ゲーム中で聞いたBGMや効果音の再生を行える。このうち効果音には戦闘中に喋るキャラクターの音声も含まれており、後続作品のコレクション要素「ボイスコレクション」の前身といえる。

## ストーリー
西暦2432年（宇宙暦346年）。地球は高度な発達を遂げ、宇宙へと進出していた。
物語の始まりは、自然豊かである未開惑星ロークの田舎町クラトス。ラティクス・ファーレンス、ミリー・キリート、ドーン・マルトーの三人が自警団としてクラトスで活動していた。自警団のリーダーであり物語の主人公であるラティは、何も起こらない平凡な日常に幸せを感じつつも、変わらない日常に暇を持て余していた。
ある日、クラトスの隣町クールから一通の手紙が届く。体が石化するという正体不明の奇病に襲われているのだった。クラトス一番の法術師であり、ミリーの父、マルトスがクールに向かった。数日後、マルトスから伝書鳩が届く。クールを襲っている奇病は患者の肌に触れただけで感染してしまい、発病すると数日で石化の始まる強力な伝染病で、法術では治せないものだった。
慌ててクールに向かうラティ達。しかし、すでにマルトスは処置の施しようのない状態で、感染を防ぐためにミリーを自ら拒絶した。父親に何もしてあげられないミリーは万に一つの望みをかけてクラトスから北にあるメトークス山にあるという万病に効く薬草を一人で取りに行くことを決意した。夜、クラトスを出ようとするミリーをドーンが待ち受けていた。ドーンは密かにミリーへと想いを寄せていたのでミリーの行動を先読みすることができたのだった。
結局、ラティも加わり、ミリー、ドーンと共に薬草を求めメトークス山を目指した。頂上へ向かう途中でドーンは突然倒れる。手紙を運んできた伝書鳩を直接触ったドーンはすでに石化の奇病に感染してしまったのだった。薬草があれば治ると信じ、頂上に辿り着いた時、眩しい光と共に見慣れない服を着た男女2人が現れた。2人は語る。「君達を助けに来た」と。

## 舞台

### 惑星
ローク
ラティ達の住む星。セクターθの中でも太陽系の近隣に位置する惑星である。文明レベルは中世程度であり、『SO2』の舞台となるエクスペルよりもさらに未発達な星という。ムーア人（後述）の遺産を除き機械技術はほとんど見当たらない。しかし、この物語のおよそ100年後である宇宙暦446年に地球と友好条約を締結、450年に銀河連邦に加入するなど、非常に速い文明進化速度で発達したようだ。
表向きは地球人が初めて紋章術に触れることとなった星であり、ゲーム冒頭のナレーションにおける「新しい力」とはこの邂逅のことを指すと考えられる。触れたことに関する真実は『SO4』にて語られている。
地球におけるムー大陸の崩壊の中で、時空転移したムーア人が辿り着いた場所のひとつ。そのため、パージ神殿深層部や刃無き剣などのオーパーツが各所に確認できる場所である。
惑星ロークの原住民の血液には物体を視認できなくする成分が含まれており、戦艦を透明化させる遮蔽装置の原料となる。そのことに目をつけた黒幕達によって、この惑星住民の拉致が決行され、無力化のために石化ウイルスを散布されることになる。ただし、この透明化は完ぺきではなく、ローク人だけには見えてしまうという欠点がある。
地球
セクターθに位置する太陽系第3号星であり、我々人類の住む星である。転送装置や亜空間ワープ、フェイズガンといった各種科学技術が発達した高度な文明を誇っている。ただし、この時代のフェイザーではフェルウォームといった魔物全体の中でも脆弱な固体ですら倒せない性能であった。
複数惑星間における初の連邦政府「地球連邦」を提唱した惑星であり、この事件の全ての原因となった星でもある。後に紋章術という技術を手にすることでさらなる発展を遂げることになる。
レゾニア
セクターγに存在する、宇宙暦346年に地球連邦と交戦中の惑星国家。重力異常の多発する宙域に存在する惑星で、ワープ航法を最初期に実用化した星である。
惑星イセなど多数の惑星国家を支配下に納めている。地球連邦に休戦を申し出たものの、後に再度戦争状態となる。
惑星ファーゲットのジエ・リヴォースらに唆され、アスモデウス（後述）の血液から精製した化学兵器を作成。この兵器（ウィルス）をラティ達の住む惑星ロークに撒き、現地の住民を無差別に石化させた。その後は石化したロークの民を大量に拉致し、彼らの血液を遮蔽装置の原材料に使用するという非人道的な行為を行う。戦艦を不可視化させる遮蔽装置に活用により、一時的に地球連邦を戦略的に圧倒するも、協力者であった惑星ファーゲット内で起きた反乱により内情が厳しくなり、最終的には地球連邦に休戦を申し来る。
攫われた人々はEDまでに石化解除ワクチンを注入され元いた場所に戻されたらしいがそれまでの間に血の採りすぎによる死者が出ていたかなどは不明。
なお、レゾニアの重力異常を利用したワープ航法には欠点があること、また他勢力のワープ技術の発達により、以後レゾニアの勢力は急速に廃れていくことになる。
ストリーム
セクターβに存在する無人の惑星。時間移動が可能なタイムゲートがある。
ファーゲット
セクターγに存在する惑星で、346年当時のレゾニアを操っていた黒幕。現在の連邦と互角以上の科学技術を誇る惑星である。
緑が存在しない不毛の星であり、資源に乏しい状態が続いている。そのことから生存のためにやむなく生体改良を始めとする技術が発展した。
その正体はかつてムー大陸で高度な文明を持っていた地球人。ムー大陸の崩壊時、時空転移によって惑星ファーゲットに転送された人々の末裔である。

### 種族
ムーア人
惑星ロークにて太古に存在し、高度な文明を築いた民族。作中では『旧異種族』としても呼ばれている。
その正体は地球のムー大陸に住んでいた地球人。紀元前1万2000年前の隕石落下による「時空のゆがみ」によって、惑星ロークと惑星ファーゲット、『SOBS』の舞台である惑星エディフィスに飛ばされている。現状のムーア人はほとんどの種族に『ヒト』に加えて何らかの動物的な身体的特徴が生まれつき備わっている（翼や尻尾など）。
流れ着いた当時のムーア人は故郷である地球への帰還のため、下述のルーン共にさまざまな技術や文明を築き上げたが、結局は地球への帰還は叶わなかった。築き上げた文明の多くは作中の時代にも遺跡や神殿・道具として残されている。
ルーン
惑星ロークの原住民で、ムーア人と協力し高度な文明を築き上げた。ラティとイリアは時間軸の違和感を感じ取り、彼らが別の時代からの訪問者であることを見抜いた後にパージ神殿の深層部へと導いた。

## 用語
タイムゲート
惑星ストリームに存在する時間移動が可能な装置。タイムゲートには「審判官」と呼ばれる高度な管理AIが実装されており、この「審判官」の許可を得られた者だけが時間移動を行える。
真実の瞳
人の望む光景を映し出す秘宝とされる。その正体はムーア人が故郷の地球へ還るために開発した時空を制御できる装置。
現身の鏡
鏡に映るものを歪めて邪悪化させる鏡。国王の密命でこれを探しに行ったアーガスィはこの鏡によって作られた悪の影に捕われることになった。
刃なき剣
旧異種族のオーパーツであるビームソード。SFC版ではただの工芸品として扱われていたが、PSP版では魔界大戦の時にアーガスィが振るい、魔王を魔界に追い返した。
古の契約
魂の契約か悪魔の契約と呼ばれ、伝説の悪魔と契約を交わし魂を別の肉体に移す技術。移す前の肉体の詳細を他者に知られるか本体に触れた場合は魂と肉体の両方が消滅することがある。
SFC版のエリスが受けた物だと思われ、抜け殻となった体は氷で保存されるようだが、具体的な詳細や実態は不明。PSP版では「人格を移す秘宝」とされており、正体を明かしても消滅はしないが、自らが消滅を望んだ上か他者に本体に触れると消滅する。

## 登場人物
声はSFC版 / PSP版（PS4・Switch版共通）のキャスト。1つしか記載されていないものは特記ない限りPSP版および共通のキャストとする。

### メインキャラクター
名称はいずれもデフォルト名であり、変更可能
ラティ / ラティクス・ファーレンス
声 - 優希比呂 / 宮野真守
種族 - フェルプール
武器 - 片手剣
男性 / 生年月日 - 宇宙暦327年1月14日 / 身長 - 174cm / 体重 - 68kg
本作の主人公。クラトスの自警団に所属する少年。青い髪を後ろで縛った髪型が特徴的であり、母親と二人で暮らしている。自警団の仕事が暇なクラトスの平和を良いとは思いながらも心では冒険も望んでいた。同じく自警団に所属しており、その仕事中に死んだ父から「エダール剣術」を学んでいる。
ネコを祖先とする亜人「フェルプール」で、尻尾がついている。
通常攻撃の性能は並みだが、必殺技が多様かつ強力。攻撃力が高く隙の少ない奥義の七星双破斬をはじめとして、遠距離攻撃可能な空破斬や衝霊破、溜めなく発動する皇竜奥義など、扱いやすい技が多い。
『SO2』ではロニキス一家の愛犬の名前に使われたことが判明する。
『SO4』では彼の遠い先祖が登場する。また同作のクロウエンディングでクロウとの関連も仄めかされている。
PSP版で声を担当した宮野は、友達思いで元気一杯だが物事に巻き込まれやすいタイプと評している。

ミリー・キリート
声 - 吉田小南美 / 生天目仁美
種族 - フェルプール
武器 - 杖
女性 / 生年月日 - 宇宙暦328年7月15日 / 身長 - 164cm / 体重 - 46kg
ラティとドーンの幼なじみで、同じくクラトス自警団に所属する少女。回復の法術を使うことができる。物語の冒頭で一度は仲間になるが、300年前のロークに行く際にタイムゲートに入るタイミングが違ったことで、ロニキスと一緒にパーティから一時離脱する。
パーティメンバーによっては彼女のパーティへの復帰するタイミングが異なる。
回復や支援に特化したキャラ。彼女の通常攻撃には効果音がアオリのように表示される。

ドーン・マルトー
声 - 檜山修之 / 伊藤健太郎
種族 - フェルプール
武器 - 片手剣
男性 / 生年月日 - 宇宙暦327年5月10日 / 身長 - 181cm / 体重 - 75kg
ラティとミリーの幼なじみで、同じくクラトス自警団に所属する少年。物語の冒頭で仲間になるがストーリーが進むと石化病に罹りパーティから外れる。ミリーに恋心を抱いているがラティのことを好きなミリーの気持ちにも気付いており、自分の気持ちを隠している。
通常攻撃が強く、パラメータも高めではあるが、次第に他のキャラに抜かれる。なお、他のキャラが持っていない専用作戦を持つ。

ロニキス・J・ケニー
声 - 岡森諦 / 浜田賢二
種族 - 地球人
武器 - 弓
男性 / 生年月日 - 宇宙暦308年1月31日 / 身長 - 179cm / 体重 - 64kg
宇宙船カルナスの艦長を務める地球連邦の大佐。ロークで紋章術を習得し攻撃呪紋を使用する。ミリーと一緒にパーティから一時離脱する。かつて妻がいたが病で失っており、亡き妻への想いからイリアの気持ちに気付きながらもそれに応えられずにいる。
『SO2』の男性主人公であるクロードの父親で、同作にも登場するが物語中に乗艦を落とされて行方不明になってしまう。
術師ではあるものの、通常攻撃である弓の性能は下手な戦士の必殺技より強力。紋章術も多種習得するので強力なキャラクターといえる。
SFC版では弓を装備させずに通常攻撃を繰り出すとアッパーカットで攻撃する事が出来たが、PSP版では弓を装備しないときに使えたアッパーカットは削除されており、物理攻撃キャラとしては弱体化した。
PSP版ではイリアとの恋愛がらみのPAが追加されており、『SO2』の男性主人公であるクロードの父親という点が強調された。

イリア・シルベストリ
声 - 山崎和佳奈 / 小林沙苗
種族 - 地球人
武器 - ナックル
女性 / 生年月日 - 宇宙暦323年6月1日 / 身長 - 171cm / 体重 - 48kg
ロニキスの副官を務める地球連邦所属の軍人。格闘術の心得がある。明るい性格でお酒好き。300年前のロークに向かう際にロニキス、ミリーとはぐれたためラティと2人で行動することになる。艦長のロニキスに密かに好意を寄せており、ミリーと合流した時にロニキスが女性（マーヴェル）と一緒にいると聞いたときは嫉妬から荒れていた。
『SOBS』では、ロニキスの妻となったことが判明する。『SO3』では、「イリア・ケニー」という名称で紹介されている。クロードのあるEDでは姿こそ見せないがクロードと再会する場面がある。
通常攻撃は強くはないが、必殺技の破壊力は高い。特に、単体相手への攻撃力は随一である。
PSP版ではロニキスとの恋愛がらみのPAが追加されており、『SO2』の男性主人公であるクロードの母親という点が強調された。また、SFC版では露出の多い服装だったがPSP版では変更されている。同レベルでも他のキャラに比べてHPが低く設定されているものの、レベルアップ時の伸び幅は全キャラ一律なので高レベルになると誤差程度になる。

シウス・ウォーレン
声 - 東地宏樹
種族 - ハイランダー
武器 - 両手剣
男性 / 生年月日 - 宇宙暦26年8月11日 / 身長 - 190cm / 体重 - 90kg
300年前のロークの住人で腕利きの冒険者。ホットでラティ達に出会い一時同行する。実はアストラル騎士団長であるライアスの息子。かつては同騎士団に所属していた。しかし、実力不足を自覚していたところに父から騎士団長補佐の役職を命じられ、そのことで一部から批判や嘲笑を受けたことで出奔。エダール剣術をもとにした「我流剣術」を用いる。かなりの酒豪である。
トラを先祖とする種族「ハイランダー」で、体にはトラの縞模様を髣髴とさせる模様がある。
一撃が重いパワー型。通常攻撃、必殺技ともに発生は遅めだが広範囲を攻撃しやすい。
PSP版ではラティへの感情値が高ければ、終盤にてラティに一騎討ちを申し込むイベントが追加されている。

フィア・メル
声 - 吉田古南美 / 豊口めぐみ
種族 - ハイランダー
武器 - 短剣
女性 / 生年月日 - 宇宙暦26年4月19日 / 身長 - 173cm / 体重 - 50kg
アストラル騎士団に所属する女性騎士。自在に操る技「レイブンソード」の使い手。その使用にアストラルリングを用いるため、アクセサリーなどを装備する「その他」欄が1つ埋まっている。シウスの幼馴染で密かに彼に好意を寄せている。しかし、それゆえに騎士団から逃げ出したシウスを許せないでいる。ストーリーの展開次第では早く仲間にできるが、事件の濡れ衣を着せられてアストラルの牢屋から脱獄するため、彼女を連れてアストラルに行くこともできず、後の展開やエンディングにも影響を及ぼす。また、ストーリーの進行によりヨシュアを仲間にしなければ正式に仲間にすることはできない。
男口調で喋っているが、時々や戦闘中では女性らしい台詞を多く使う。
通常攻撃のヒット数が高く、連射力も突き出している。SFC版では他のキャラと比べ圧倒的に高い遠距離攻撃型の性能を持っていたが、PSP版では攻撃方法が他の戦闘系キャラと同様の仕様に変更された。
PSP版ではシウスを仲間にしていなければ、オタニムで初登場して一時同行するかどうかのイベントが追加されている。脱獄ルートでは、とある条件を満たす事で濡れ衣が晴れて騎士団に復帰できるというエンディングが追加されている。

アシュレイ・バーンベルト
声 - 井上和彦 / 若本規夫
種族 - ハイランダー
武器 - 片手剣
男性 / 生年月日 - 2076年5月23日 / 身長 - 188cm  / 体重 - 87kg
ロークでは名の知られる隻腕の剣士。エダール剣術の達人で後継者を探していた。シウスの父・ライアスやデルとは友人で、彼の息子であるシウスとフィアにも面識がある。片腕は戦友のアーガスィの悪の影によって失った。「七星奥義」、「四聖獣奥義」、「皇竜奥義」と奥義スキルは全て習得済み。ただし、皇竜奥義の技は片腕を失っているので使用できない。
シウスを正式に仲間にした場合は一切登場しなくなる。進め具合によってはラティに皇竜奥義を伝授してくれる。バランス型だが若干癖有。
『SO4』ではタトローイ闘技場で修行に明け暮れる若き日の彼と戦える。この時の彼はまだ両腕を持っている。

ヨシュア・ジェランド
声 - 檜山修之 / 福山潤
種族 - フェザーフォルク
武器 - 杖
男性 / 生年月日 - 宇宙暦26年11月12日 / 身長 - 172cm / 体重 - 56kg
有翼人種である「フェザーフォルク」の紋章使い。攻撃、回復両方の呪紋を使える。「真紅の楯」に両親を殺害され、妹と生き別れた過去を持ち、探す旅の途中にラティ達と出会う。両親の形見の指輪のため装備「その他」欄が1つ埋まっている。
普段は丁寧な口調で温和な性格であるが、妹の話になると感情的な面を持ち、妹を助けるためならどんな苦難もいとわない覚悟を持っている。幼い頃にある狩人に助けられたことがあり、ゲーム本編でも彼が仲間になっていれば、その恩人と会うことが出来る。

マーヴェル・フローズン
声 - 野中希 / 桑島法子
種族 - ムーア人（旧異種族）
武器 - オーブ
女性 / 生年月日 - 宇宙暦27年3月5日 / 身長 - 164cm / 体重 - 42kg
300年前のロークでラティ達と離れたロニキス達と行動を共にしていた美しい女性。自在に操る技「レイヴンオーブ」の使い手。両親と兄の敵である「真紅の楯」を探している。
戦士系であるが初期タレントで「マナのしゅくふく」を持っている。
その正体はヨシュアの妹であるエリスが真紅の楯への復讐のため古代ムーア人の力を用いて手に入れた姿である。本来のエリスの体は旧異種族の遺跡の洞窟奥で氷の中に眠っている。
遠距離攻撃型で癖が強いが、敵全体を攻撃する技や即死技など、使いどころ次第で大きな戦力になる。リンクコンボでの必殺技ヘイルオーブの連射が非常に強力。
SFC版では古の契約というものにより正体を明かすと消滅するという設定があり、旧異種族の遺跡のイベントでヨシュアがいても自分がエリスだと明かさぬまま消滅してしまう。PSP版では正体を明かすと消滅する設定がなくなっているため、ある条件を満たして旧異種族の遺跡でイベントを起こすことによって、マーヴェルと入れ替わりにエリスが仲間になる。別条件を満たした場合はSFC版のようにマーヴェル、エリスともに消滅する。

ティニーク・アルカナ
声 - 藤崎卓也 / 鈴木千尋
種族 - リカントロープ
武器 - 棍
男性 / 生年月日 - 宇宙暦28年10月10日 / 身長 - 172cm / 体重 - 63kg
「リカントロープ」と呼ばれる特殊な種族で、普段は人間の姿をしている少年。精神が高揚すると体内に保持するウイルスの働きによって戦闘時などには狼の姿に変身する。タトローイの闘技場で強者を求めており、闘技場でラティが連勝していると乱入者として現れ、勝利すると仲間に加えることができる。流派スキルは「格闘術」。PAを含め加入時以外にイベントはなく、個人的なエピソードはほとんど語られなかったが、PSP版ではPAが追加されており、個人的なエピソードが多く語られるようになった。
通常攻撃が突出して速くリーチが長い。技も強く、移動速度も速い。

ペリシー
声 - 山崎和佳奈 / 田村ゆかり
種族 - レッサーフェルプール
武器 - ナックル
女性 / 生年月日 - 宇宙暦30年2月22日 / 身長 - 155cm / 体重 - 41kg
フェルプールの祖先といわれる「レッサーフェルプール」の少女。フェルプールよりもさらにネコの特徴を残しており、尻尾だけでなく猫耳や肉球を持っている。レッサーフェルプールは音楽の才能に恵まれていて初期タレントとして「音感」「リズム感」を所持している。また、白い子猫に変身することができる。流派スキルは「ねこかくとう♪」、習得できる奥義スキルは「ネコ奥義♪」。
特定のアイテムを持っている事が仲間にする条件となっている。
隠しキャラクター的な存在だが、彼女を仲間にしないと高速移動手段である「バーニィ」を入手することは出来ない。
必殺技全般がお遊び要素の多いものではあるが、全キャラクター中最速の移動速度や相手を確実に足止めする「そらをみろ」などは十分な戦力でもある。チャーミングポーズはホーミング型飛び道具なので使い易い。PSP版では技などが全体的に弱体化している。

エリス・ジェランド
声 - 植田佳奈
種族 - フェザーフォルク
武器 - 杖
女性 / 生年月日 - 宇宙暦29年9月6日 / 身長 - 156cm / 体重 - 42kg
ヨシュアの妹。真紅の楯への復讐として精神と記憶をマーヴェルという人物の肉体に移されて（あるいは自ら移して）終始行動していた。
SFC版ではあるイベントで一度だけ姿を見られるが仲間にすることは出来なかった。PSP版ではそのイベント発生時に特定のパーティメンバーがいるとマーヴェルと入れ替えで仲間にすることができる。また、一部条件を満たしているとマーヴェル共々消滅してしまうパターンもある。
紋章術はミリーが得意とする法術系とヨシュア、ロニキスが得意とする攻撃系、双方を自在に扱える。攻撃呪文は2つの属性しか使えないが、両方に抵抗力を持つ敵は極めて少ないため、同じ系統である兄のヨシュアよりも使い勝手がいい。
両親と兄を殺害した真紅の楯に連れ去られた後、仲間の紋章使いに洗脳され暗殺者として育てられていた。そのため、罪のない人々を殺した経験がある。毒を含んだセリフを多用しており、復讐のためだけに生きてきたマーヴェルの姿の時と比べ、吹っ切れた様子である。反面、本来の姿による行動で操られていた時の過ちを真正面から受け止めなければならないことや、徐々に明らかになっていく真実で操った元凶であるアーガスィやアスモデウスを恨むに恨みきれないことによる苦悩がPAによって垣間見える。また、魂を入れ替える旧異種族の技術に関する助言をした紋章術士と再会するPAもある。

ウェルチ・ビンヤード
声 - 半場友恵
種族 - 不明
武器 - 指差し棒
女性 / 生年月日 - 宇宙暦28年4月1日 / 身長 - 157cm / 体重 - 45kg
『SO1FD』で登場。人里離れた小屋で怪しい発明品を作る少女。『SO3』の登場人物であるが、とある場所の小屋におり、仲間にすることができる。
『SO3』の舞台とは違う星であるローク（しかも大昔）にいる理由や方法などは一切不明であるが、同一人物のようである。『SO2SE』にも登場する。

### サブキャラクター
アスモデウス
声 - 置鮎龍太郎
300年前に惑星ロークを侵略した魔界の王。石化病を発する宿主（ホスト）であり、彼の体組織を入手することが物語の大部分の目的。そのために彼を倒す話が出てきたが、SFC版では彼が初登場した際に目的が明かされている。
『SO3』では、魔界はまず精神ありきな上に肉体が付与されるという世界であることが判明している。
PSP版ではジエと同様に惑星ファーゲットで生み出された人造生命体「超人類」である設定になっており、人型時の外見はSFC版によく似ているが戦闘時に変身はしなくなっている。また、SFC版とPSP版ではファーゲット人から体組織を採取される時期が少し異なる。
ライアス・ウォーレン
シウスの父親。アシュレイとアーガスィに並ぶ魔界大戦の英雄であり、アストラル騎士団長。あるイベント時にシウスかアシュレイがパーティにいないと死亡する。
宇宙暦10年を舞台とした『SO4』にも登場しており、王国騎士として活躍する若き日の彼を見ることができる。
デル・アーガスィ
声 - 青山穣
アシュレイとライアスに並ぶ魔界大戦の英雄であり、「真紅の楯」と呼ばれる歴戦の傭兵。魔界大戦末期にシルヴァラント国王の密命を受け「現身の鏡」を探し見つけたが、その鏡の呪いによって生まれた影に捕われ肉体を乗っ取られた。
SFC版でのその後の経緯は不明だが、PSP版ではエリスの話によれば敵であるはずのアスモデウスの手先に成り下っており、仲間の紋章使いと共に魔界大戦に関係のある者の暗殺を行っていた他にエリスを始めとする子供達を攫っては暗殺者に育て上げるという暴挙を行っていた。SFC版では呪いにより正気を失った本人と「現身の鏡」で本人らしく生まれた悪の影との連戦であった。PSP版では本人が悪の影に体を操られて正気を失っており、戦闘は一度きりとなった。
ジェランド兄妹と因縁を有するが、その発端となったのはとある呪いを受けて生じた彼の影の仕業であった。
ジエ・リヴォース
声 - 井上和彦（SFC版） / 速水奨（PSP版・PS4 / Switch版）
ファーゲットを支配する独裁者。地球に対して狂気的な憎悪を見せる。SFC版とPSP版では性格と設定が全く異なっており、戦闘の前後の会話も別の内容となっている。
その正体は不毛の地であるファーゲットに適応するためにムーア人が遺伝子操作によって生み出された人造生命こと「超人類」。SFC版では、地球侵攻の生体兵器として作られていたのだが、「破壊の本能」が遺伝子に組み込まれており、研究者達の地球への憎しみが先天的に刷り込まれている。そのため、倒された後にロニキスから「この男も被害者だった」と同情されていた。PSP版では、ジエ以外にもさまざまな超人類たちが作られ、超人類による統治を始めるとジエが反乱を起こし同胞達を殺戮して独裁を始める。
SFC版では二度目の戦闘時に巨大マシンに乗り込んで戦うが、PSP版では自身の肉体が変質し怪物となって襲ってくる。

### その他のキャラクター
マルトス・キリート
ミリーの父親。法術の使い手で、クラトスでは名が知られている法術師である。奇病を治療するためにクール村に行くが、自身も石化病になる。
イヴィーナ
ファーゲットの反政府レジスタンスの一員である女性。SFC版ではジエを生み出したのは彼女であるが、PSP版では別の人物がジエを生み出したことに変更されている。
パフィ
シリーズでおなじみの迷子になっている少女。タトローイにいる。
ガブリエル
トライエース作品恒例の隠しボスである「ガブリエ・セレスタ」と「イセリア・クィーン」の元になった天使。

## 他機種版

### 一覧
| No. | タイトル                              | 発売日                                           | 対応機種                      | 開発元                        | 発売元                 | メディア     | 型式                  | 備考       | 出典                |
| --- | ------------------------------------- | ------------------------------------------------ | ----------------------------- | ----------------------------- | ---------------------- | ------------ | --------------------- | ---------- | ------------------- |
| 1   | スターオーシャン1 First Departure     | 2007年12月27日 2008年10月21日 PAL 2008年10月24日 | PlayStation Portable          | トーセ                        | スクウェア・エニックス | UMD          | ULJM-05290 ULUS-10374 | リメイク版 | [ 7 ] [ 8 ]         |
| 2   | スターオーシャン1 -First Departure R- | INT 2019年12月5日                                | Nintendo Switch PlayStation 4 | スクウェア・エニックス トーセ | スクウェア・エニックス | ダウンロード | -                     |            | [ 9 ] [ 10 ] [ 11 ] |

### スターオーシャン1 First Departure
『スターオーシャン1 First Departure』（スターオーシャン ファーストディパーチャー、STAR OCEAN: FIRST DEPARTURE）はスーパーファミコンで1996年に発売され、リメイクの要望が多かった『スターオーシャン』をPlayStation Portable用にフルリメイクを行った作品。声優がほぼ総入れ替えされ、フルボイスになってグラフィック一新や新システムなどが追加された。オリジナルのSFC版にはなかった「ファーストディパーチャー」という「最初の旅立ち」を意味するサブタイトルが追加されている。タイトルロゴは第3作である『スターオーシャン Till the End of Time』と同様のデザインになっている。
追加アニメーションはProduction I.Gが担当。Production I.Gは同時にキャラクターのリデザインも行っている。冒険の舞台となる背景マップは、全て奥行きを感じられる3Dグラフィックで描き直されている。プロデューサーの山岸功典は「アニメーションやフルボイスになったことにより、臨場感溢れる作品になる」と発言した。なお、開発は原作を担当したトライエースではない。
発売日には新型PSP本体と特製ポーチを同梱した『スターオーシャン1 First Departure -Eternal edition-』も同時発売された。こちらはフェリシアブルーのPSP-2000にスターオーシャンの紋章をデザインしたオリジナルのPSP本体とメタリックシルバーの特製ポーチが同梱されている。また、ソフトのジャケットイラストは登場キャラクターが描かれた専用のものになっている。
2007年5月12日に行われた「SQUARE ENIX PARTY 2007」内の「スターオーシャン スペシャルステージ」では『スターオーシャン セカンドストーリー』の移植版である『スターオーシャン2 Second Evolution』も同時に発表された。
2009年12月3日にはアルティメットヒッツとして廉価版が発売された。
主題歌（PSP版）
- 「Heart」
作詞 - 東浩之 / 作曲 - 東浩之、片山新介 / 歌 - あすなろ
前述の「スターオーシャン スペシャルステージ」で初公開された。2007年12月12日に発売されたCD『グラフィティ』および、2008年1月30日に発売された『スターオーシャン1 ファーストディパーチャー オリジナル・サウンドトラック』に収録されており、3rd mini album『グラフィティ』にも収録されている。

システムの変更点
- 戦闘システム（PSP版）
バトルシステムはリアルタイムのアクションバトルだが、PSP版では奥行きの概念が追加されるなど『SO2』をベースに大きく改良されている。
  - 通常攻撃が3回まで可能になった。3回目の攻撃の後隙が出来るが必殺技を使用することによりキャンセルが可能である。
  - ターゲット選択時に時間が止まる。
  - 紋章術がショートカット機能に対応するようになった。
  - 戦闘中のアイテム欄が使用可能なものだけ表示するようになった。

- プライベートアクション（PA）
プライベートアクションとはスターオーシャンシリーズを代表するシステムで、町でキャラクターごとに自由に行動する特殊イベントのこと。PSP版ではこのPAに新たなものが追加されている。既存の町での追加はもちろん、最終ダンジョン前にシナリオやダンジョン、町代わりの施設が追加されており、町代わりの施設でのプライベートアクションも発生する。また、PSP版にてパーティに加えられる新規キャラ（エリス、ウェルチ）のPAも当然追加されている。

- スキル
パーティー内のメンバーが特定の「特技」を覚えていると使用可能になる「スーパー特技」が追加されている。

- アイテムクリエーション（IC）
素材となるアイテムから特技によって新たなアイテムを作り出す「アイテムクリエーション」。PSP版ではこのシステムが『スターオーシャン セカンドストーリー』準拠になった。また、新たな素材アイテムが多数追加され、作成できるアイテムの種類も大幅に増加、アイテムの複製も可能になっている。

- マップ
SFC版とは、大幅に書き直され、町・ダンジョンの間の移動もダンジョン的なものではなくなり、フィールドマップの移動に変更となった。このことから町・ダンジョン以外の場所で宝箱は存在しなくなった。町内・城内・ダンジョン内などのマップも建物の配置が大幅に変更されこちらも立体感が増した。ダンジョンなどの追加も行なわれている。

- コレクション要素
  - ムービーギャラリー
    - 本編で見たムービーが閲覧できる。字幕のオン/オフも可能。

  - ボイスギャラリー
    - 特定の条件を満たすとキャラクターのボイス（音声）が聞けるようになる。
    - 条件に応じてキャラクター単位で全て聞けるようになっており、ボイス単位での個別の収集概念はない。

- BGM
  - 宿屋での宿泊、重要アイテム入手、パーティーメンバー加入時
SFC版と違って『スターオーシャン セカンドストーリー』と同じになっている。

- その他
SFC版ではラストダンジョンのある「惑星ファーゲット」に移動後もオラクルルーム（クリアデータで行けるようになるスタッフルーム）を経由すれば惑星ロークに戻ることが可能だったが、PSP版では不可能となっている。したがって一度、惑星ファーゲットに行けば二度と元の世界に戻ることは出来ない。一方でオラクルルーム内のスタッフの台詞は一切変更されていない（入り口でその点に関する注意を受ける）。

### スターオーシャン1 -First Departure R-
『スターオーシャン1 -First Departure R-』（スターオーシャン ファーストディパーチャー アール、STAR OCEAN: FIRST DEPARTURE R）は2019年12月5日にPlayStation 4 / Nintendo Switch用のダウンロードソフトとして同時発売された。様々な要素が追加されている。
主題歌（Switch/PS4版）
- 「新しい一歩」
作詞・作曲 - 矢内景子 / 編曲 - 近谷直之 / 歌 - SHADOW OF LAFFANDOR feat.悠（U）

PSP版との相違点
PSP版をベースにしているが、以下の変更点がある
。
- HD画質にアップコンバート。
- イラストがSFC版を元にした新規描き下ろしイラスト（キャラクターデザインは『スターオーシャン4 -THE LAST HOPE-』と同じエナミカツミ）とPSP版に切替可能となった。
- ボイスはSFC版（当時はなかったイベントなどのボイスも当時の声優によって追加収録）とPSP版に切替可能となった。
- フィールド移動時に倍速モードが追加された。
- バトルの難易度が調整されている。
- 一部のイベント・演出が現在の社会情勢に合わせて変更されている。

## スタッフ
スーパーファミコン版
- ゲーム・デザイン：則本真樹
- トータル・プログラム、シナリオ：五反田義治
- フィールド・プログラム：初芝弘也
- キャンプ・プログラム：徳弘親昭
- イベント・プログラム：やまもとまこと
- グラフィック・デザイン：稲垣喜章、浜田忠司、木村まり、金倉賢一、西谷由美子
- アシスタント・デザイン：K.KAWAKAMI、K.MIYAMOTO、J.SATO、N.SASAKI、K.MINAGAWA
- 音楽：桜庭統
- キャラクター・デザイン：MEIMU
- キャスティング・コーディネート：ふじもとあつし
- アシスタント・コーディネート：むとうゆみこ（豪勢堂）
- サウンド・エンジニア：いまざきこういち
- アシスタント・ミキサー：さかたまさや
- 通訳：甲斐田ゆき
- パブリック・リレーションズ：斉藤義久、大塚充
- アートワーク：大石直樹
- テクニカル・サポート：矢作貞雄、本間和文
- マネージメント・サポート：中目乃利子
- アルバイト・マネージャー：狩野健二郎
- エニックス・スタッフ：二見眞冶、戸田淳、T.WATANABE、小林大介、和智信治、藤本広貴、斉藤義久、菊本裕智、水納仁、犬塚太一、沼尻真理子、早川陽一、H.TANAKA、島村悦子
- プロデューサー：山岸功典
- プロダクション：千田幸信、本多圭司
- ディレクター：浅沼穣
- パブリッシャー：福嶋康博

PlayStation Portable版
- プロデューサー：山岸功典
- コ・プロデューサー：加藤渉
- アニメーション制作：Production I.G

## 評価
スーパーファミコン版
- ゲーム誌『ファミ通』の「クロスレビュー」では合計28点（満40点）、『ファミリーコンピュータMagazine』の読者投票による「ゲーム通信簿」での評価は以下の通り、26.2点（満30点）となっている。

| 項目 | キャラクタ | 音楽 | お買得度 | 操作性 | 熱中度 | オリジナリティ | 総合 |
| 得点 | 4.7        | 4.4  | 4.2      | 4.1    | 4.4    | 4.4            | 26.2 |
PlayStation Portable版
- ゲーム誌『ファミ通』の「クロスレビュー」では合計31点（満40点）でシルバー殿堂を獲得した。

## 関連商品

### 和書
- 攻略本
  - スターオーシャン 公式ガイドブック (ISBN 4-87025-903-6)
  - スターオーシャン（覇王ゲームスペシャル 68） (ISBN 4-06-329268-1)
  - スターオーシャン1 First Departure 公式コンプリートガイド (ISBN 978-4-7575-2200-8)
  - スターオーシャン1 First Departure ファイナルガイド (ISBN 978-4-7577-4053-2)
- 漫画
  - スターオーシャン そして時の彼方へ
作画：かぢばあたる 『月刊少年ガンガン』連載 全1巻 (ISBN 4-87025-426-3)

内容はゲーム本編に基づいたものだが話数の関係で、冒険のメインとなる300年前のローク部分はダイジェストで軽く語られる程度であり、序盤の旅立ちと終盤の魔界やファーゲットでの戦いが主である。過去に移動した際に仲間と離れ離れにならない、魔界の時点でムー大陸やムーア人の真実が明かされるなど細かい相違も多い。パーティーメンバーは固定の4人だけであり、他のキャラは単行本の扉絵に描かれた程度である。シウス、アシュレイ、ティニークはおまけ漫画にも登場している。

### 音楽
スターオーシャン パーフェクト・サウンドコレクション
Disc 1はアレンジ音楽で、Disc 2は登場人物のヴォイス・データ（未使用あり）が収録された。
スターオーシャン サウンドトラック
オリジナルMIDIデータ（最大同時発音数「8音」）を元に再レコーディング&ミックスしたサウンドトラック。
スターオーシャン1 First Departure オリジナルサウンドトラック
プロモーション映像などを収録したDVD付き。